# Choigang romance
Choigang romance (최강 로맨스?, 最強 로맨스?, Choegang romaenseuLR, Ch'oegang romaensŭMR; lett. "La più bella storia d'amore"), noto anche con il titolo internazionale in lingua inglese The Perfect Couple (lett. "La coppia perfetta") è un film del 2007 diretto da Kim Jung-woo.

## Trama
La giovane giornalista Choi Soo-jin per sbaglio impedisce all'investigatore Kang Jae-hyuk di catturare un pericoloso criminale. I due hanno tuttavia modo di conoscersi, iniziando a frequentarsi e ad aiutarsi l'un l'altro nel proprio lavoro.

## Distribuzione
In Corea del Sud, la pellicola è stata distribuita a partire dal 25 gennaio 2007 dalla Showbox.